# Tænk at få brusebad
|  | Denne artikel er oprettet af botten Steenthbot ud fra en ekstern database. Den kan derfor have sproglige fejl eller mangler. Denne skabelon kan fjernes efter kontrol af indholdet. |

Tænk at få brusebad er en dansk oplysningsfilm fra 1985 instrueret af Ebbe Nyvold efter eget manuskript.

## Handling
En film om byfornyelse rundt om i Danmark.